# (6139) Naomi
(6139) Naomi es un asteroide perteneciente al cinturón de asteroides, región del sistema solar que se encuentra entre las órbitas de Marte y Júpiter, descubierto el 10 de enero de 1992 por Atsushi Sugie desde el Observatorio Astronómico Dynic, Taga, Japón.

## Designación y nombre
Designado provisionalmente como 1992 AD1. Fue nombrado Naomi en homenaje a Naomi Sugie, la esposa de Atsushi Sugie.

## Características orbitales
Naomi está situado a una distancia media del Sol de 2,662 ua, pudiendo alejarse hasta 3,061 ua y acercarse hasta 2,264 ua. Su excentricidad es 0,149 y la inclinación orbital 12,42 grados. Emplea 1587,10 días en completar una órbita alrededor del Sol.

## Características físicas
La magnitud absoluta de Naomi es 12,2. Tiene 9,493 km de diámetro y su albedo se estima en 0,316. 